# 1034 Моцартија
1034 Моцартија (енгл. 1034 Mozartia) је астероид главног астероидног појаса. Приближан пречник астероида је 8,08 ,
а средња удаљеност астероида од Сунца износи 2,292 астрономских јединица (АЈ).
Инклинација (нагиб) орбите у односу на раван еклиптике је 3,975 степени, а орбитални период износи 1268,155 дана (3,472 године). Ексцентрицитет орбите астероида износи 0,263.
Апсолутна магнитуда астероида износи 12,20 а геометријски албедо 0,356.
Астероид је откривен 7. септембра 1924. године.